# Windmühle Kleinmühlingen

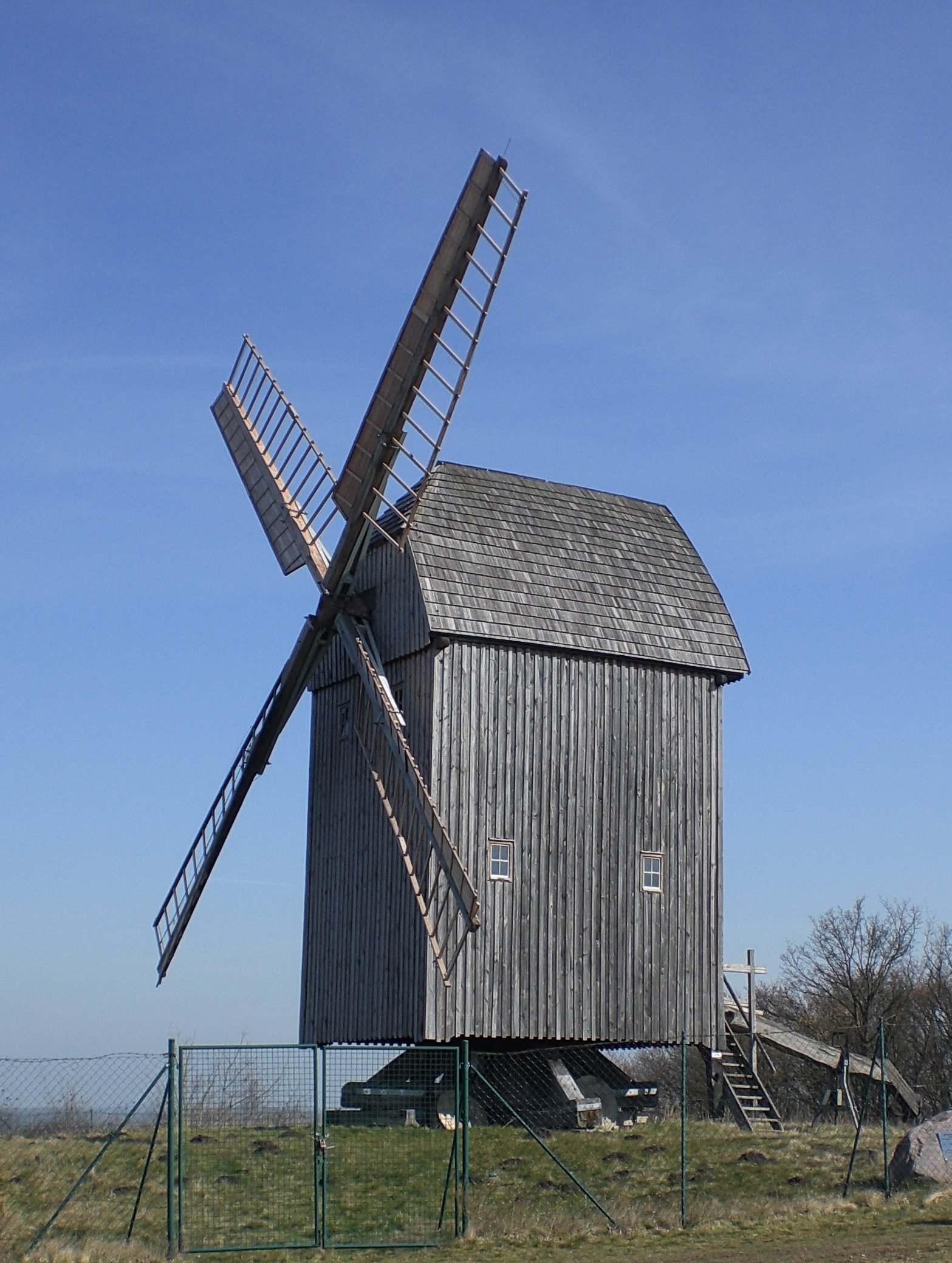
Windmühle Kleinmühlingen

Die Windmühle Kleinmühlingen ist eine Bockwindmühle auf dem Kirchberg bei Kleinmühlingen in Sachsen-Anhalt. Sie gilt als Technisches Denkmal.

## Mühle und Ausstattung
Die Bockwindmühle ist mit Segelflügeln ausgestattet und windgängig. Von der Ausstattung sind noch der Mahlgang, der Aufzug und der Walzenstuhl erhalten.

## Geschichte
Nach der Aufhebung des Mahlzwangs entstand 1848 auf dem Kirchberg, der auch als Mühlberg bezeichnet wird, eine erste Bockwindmühle. In der zweiten Hälfte des 20. Jahrhunderts war diese Mühle weitgehend verfallen. Es wurde dann in den Jahren 1991 bis 1994 eine sanierungsbedürftige Bockwindmühle aus Roitzsch bei Bitterfeld hierher umgesetzt. Unter Verwendung von Originalteilen und ergänzt mit neuen Bauteilen wurde dann die Mühle von der Firma Franke Bau GmbH wieder errichtet.
Die Neueinweihung der knapp 13 Meter hohen Mühle und die Übergabe an den Mühlenverein erfolgte am 14. Juni 1997. Ein südlich der Mühle stehender Stein, der zugleich einer Gemeindepartnerschaft Kleinmühlingens gewidmet ist, erinnert daran.
Während des Orkans Kyrill kam es am 19. Januar 2007 zu Beschädigungen am Flügelkreuz. Im Jahr 2011 wurde das Dach durch einen Hagelsturm beschädigt und im darauf folgenden Jahr mit Lärchenholz neu gedeckt. Das im Gegensatz zum Korpus sehr helle Dach, ist nun von weitem sehr gut zu sehen.

## Nutzung
Die ein Wahrzeichen der Ortschaft Kleinmühlingen darstellende Mühle kann nach vorheriger Anfrage besichtigt werden. Außerdem findet regelmäßig ein Mühlenfest statt.